# Burrunan-Delfin
Der Burrunan-Delfin (Tursiops australis) ist eine umstrittene Tümmlerart, die endemisch in den Küstengewässern des südöstlichen Australien, vor Victoria, Tasmanien und des südlichen New South Wales vorkommen soll. Die Art wurde erst 2011 beschrieben, nachdem sie durch den Vergleich von mitochondrialer DNA, Mikrosatelliten, äußerer Morphologie, Färbung und einiger Schädelmerkmale vom Großen Tümmler (Tursiops truncatus) und vom Indopazifischen Großen Tümmler (Tursiops aduncus) abgegrenzt wurde. Sie erhielt ihren Trivialnamen „Burrunan-Delfin“ nach einer lokalen Aboriginebezeichnung für Delfine. Es sind zwei nicht wandernde Populationen bekannt, etwa 90 Tiere leben in der großen Port-Phillip-Bucht, an der auch die Metropole Melbourne liegt, weitere 50 Exemplare halten sich in den Gippsland-Seen auf.

## Merkmale
Der Burrunan-Delfin ist kleiner als der Große Tümmler aber größer als der Indopazifische Große Tümmler und erreicht eine Körperlänge von 2,27 bis 2,78 Meter. Sein Rostrum (die „Schnauze“) ist klein (9,4–12 cm) und gedrungen, die Rückenflosse sichelförmig ähnlich wie beim Großen Tümmler. Auf der Oberseite und den Seiten von Kopf und Rumpf ist der Burrunan-Delfin dunkel blaugrau, hellgrau entlang der Seitenmittellinie, an der Schulter und unterhalb der Rückenflosse und weißlich am Bauch, um die Augen und oberhalb der Flipper.
Sein Kopf ist zierlicher als der des Großen Tümmlers und breiter und kürzer als der des Indopazifischen Großen Tümmlers. Er erreicht Längen zwischen 47 und 51,3 cm. Die Kiefer sind durchschnittlich mit 94 Zähnen besetzt, 46 Zähne im Unterkiefer und 48 im Oberkiefer. Die Zähne sind lang und konisch.

## Systematik
Der Burrunan-Delfin wird vorläufig in die Gattung Tursiops gestellt, die damit aber polyphyletisch wird. Die untersuchten Abschnitte des Mitochondrien-Genoms unterscheiden sich um 5,5 und 9,1 Prozent von dem der beiden anderen Tursiops-Arten, das ist mehr als bei anderen Delfinarten, die in dieselbe Gattung gestellt werden. Schwesterart soll der Ostpazifische Delfin (Stenella longirostris) sein. Die Autoren der Erstbeschreibung glauben, dass die Art bei einer zukünftigen Revision der Delfinfamilie in eine eigene Gattung gestellt wird und schlugen Tursiodelphis als Gattungsnamen vor. M. Jedensjö und Mitautoren fanden bei einem Vergleich von Tümmlerschädeln, die rund um Australien gesammelt wurden, aber keinen Hinweis auf eine Eigenständigkeit des Burrunan-Delfins. Weder die Society for Marine Mammalogy noch die American Society of Mammalogists erkennen den Burrunan-Delfin als eigenständige Art an.